# 2002年法国网球公开赛
2002年法国网球公开赛。

## 冠军
单打列出冠亚军以及决赛比分，双打列出冠军组合。

### 男子单打
主条目：2002年法國網球公開賽男子單打比賽
阿尔韦特·科斯塔（西班牙）6-1 6-0 4-6 6-3 胡安·卡洛斯·费雷罗（西班牙）

### 女子单打
主条目：2002年法國網球公開賽女子單打比賽
小威廉姆斯（美国）7-5 6-3 大威廉姆斯（美国）

### 男子双打
主条目：2002年法國網球公開賽男子雙打比賽
保羅·哈休斯（荷兰）/耶夫格尼·卡费尔尼科夫（俄罗斯）

### 女子双打
主条目：2002年法國網球公開賽女子雙打比賽
比希尼婭·魯阿諾·帕斯夸爾（西班牙）/保拉·蘇亞雷斯（阿根廷）

### 混合双打
主条目：2002年法國網球公開賽混合雙打比賽
卡拉·布莱克（津巴布韦）/韋恩·布萊克（津巴布韦）

## 外部連結
- 官方網站

| 前任： 2001年法国网球公开赛     | 法国网球公开赛 2002年 | 繼任： 2003年法国网球公开赛     |
| 前任： 2002年澳大利亚网球公开赛 | 网球大满贯 2002年     | 繼任： 2002年温布尔登网球锦标赛 |